# 拉尔夫·亚当斯
拉尔夫·亚当斯（英語：Ralph Adams，1907年7月9日—1976年），加拿大男子田径运动员。他曾代表加拿大参加1930年大英帝国运动会田径比赛，获得一枚金牌。他也曾参加1928年夏季奥林匹克运动会。